# Friedrich H. Lewy

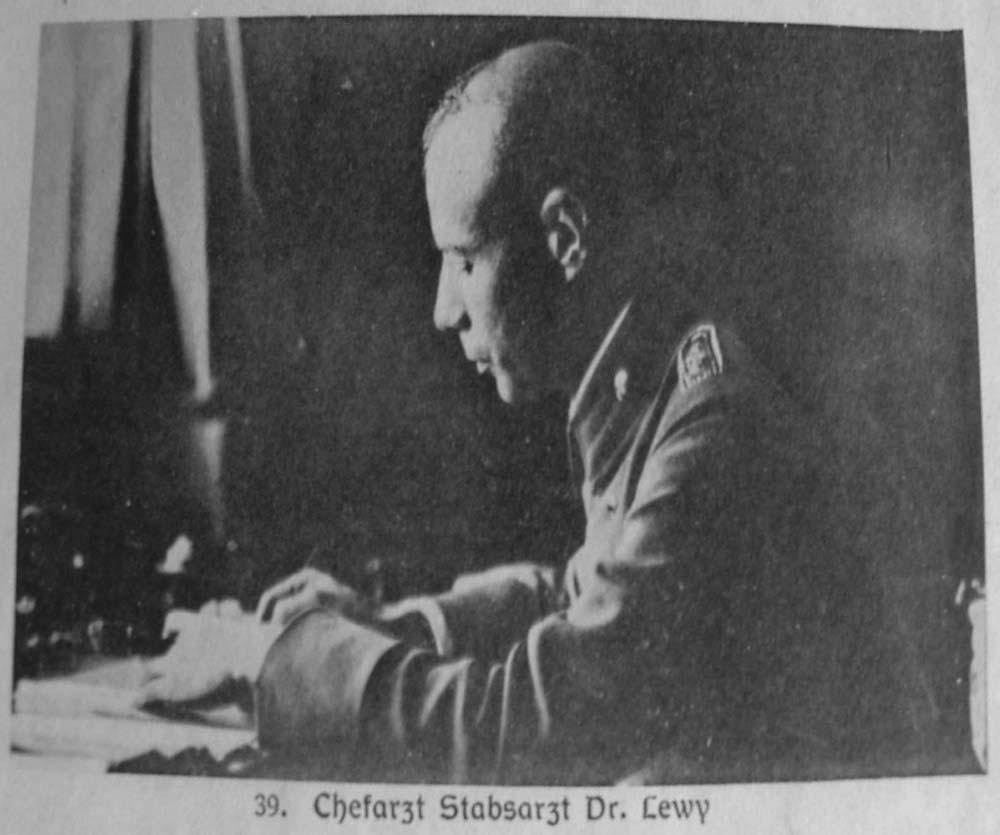
Friedrich H. Lewy

Friedrich Jacob Heinrich Lewy (auch Fritz Heinrich Lewy, später Frederic Henry Lewey, * 28. Januar 1885 in Berlin; † 5. Oktober 1950 in Haverford, Pennsylvania) war ein deutsch-amerikanischer Neurologe, Psychiater und Neuropathologe.

## Leben

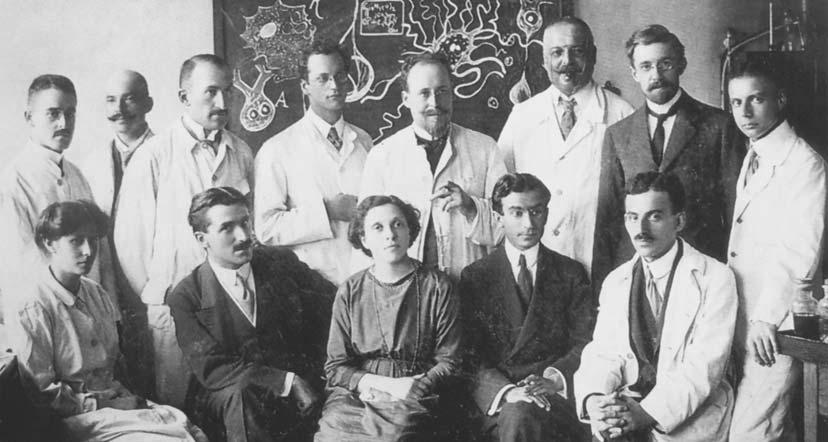
Friedrich Lewy (ganz rechts) mit Mitarbeitern, der dritte von rechts hinten ist Alois Alzheimer

Lewy war der Sohn des jüdischen Berliner Arztes Heinrich Lewy und seiner Frau Anna, geb. Milchner. Nach dem Abitur am Friedrichwerderschen Gymnasium in Berlin 1903 und Ableistung des Militärdienstes bei den Zieten-Husaren in Rathenow studierte er ab 1904 in Berlin und Zürich Medizin und promovierte 1910 in Berlin zum Thema „Degenerationsversuche am akustischen System des Kaninchens und der Katze, zugleich ein Beitrag zur Anwendung der Marchischen Methode“. Nach dem Studium arbeitete Lewy als Assistent am Physiologischen Institut in Breslau und in Berlin von 1909 bis 1910, anschließend an der Psychiatrischen Klinik in München im Labor Alois Alzheimers unter Emil Kraepelin. Er folgte Alzheimer 1912 nach Breslau und wurde Leiter seines Labors, eine Position, die er bis zum Beginn des Ersten Weltkriegs innehatte. Im Krieg diente Lewy in Frankreich, Russland und der Türkei als Militärarzt (Bataillonsarzt beim Garde-Pionier-Bataillon) und Leiter verschiedener Seuchenlazarette. Nach dem Krieg arbeitete er an der II. Medizinischen Klinik der Charité in Berlin. Lewy habilitierte sich im Fachgebiet Neurologie im Jahre 1921 zur Geschichte des Tonusbegriffs. Er wurde 1923 zum außerordentlichen Professor für Innere Medizin und Neurologie ernannt. 1926 wurde er Chef der neurologischen Abteilung der Charité und 1930 des neurologischen Instituts in Berlin. Schließlich gründete er – unterstützt durch den Staat und die „Gesellschaft zur Gründung und Erhaltung des Neurologischen Instituts in Berlin e. V.“ – 1932 ein eigenständiges neurologisches Klinik- und Forschungsinstitut in Berlin am Hansaplatz, auch „AEG-Klinik“ oder „Hansaklinik“ der Charité genannt. Karl Bonhoeffer und Gustav von Bergmann sprachen sich gegen diese Klinikausgründung aus, da sie die Einheit von Neurologie und Psychiatrie bedroht sahen. Später ging aus der Klinik die erste neurochirurgische Universitätsklinik hervor. Lewy wurde in einer außerordentlichen Sitzung der Fakultät am 31. März 1933 gekündigt, also noch vor dem Inkrafttreten des Gesetzes zur Wiederherstellung des Berufsbeamtentums vom 7. April 1933 der Nationalsozialisten. Wegen seiner Teilnahme am Ersten Weltkrieg („Frontkämpferprivileg“) gehörte er aber noch nicht zur ersten Welle der Kündigungen. Verdächtigungen der Sympathie zur KPD oder Beziehungen zu Russland verneinte sogar die Gestapo. Noch Ende 1933 konnte das Frontkämpferprivileg durch eine Vereinfachung des Gesetzes umgangen werden und er wurde 1934 mit Entzug der Lehrerlaubnis entlassen. Sein neurologisches Institut wurde der medizinischen Klinik der Charité als „Abteilung neurologisches Institut“ angegliedert.
Im Sommer 1933 emigrierte er zuerst nach England, konnte dort jedoch im Maudsley Hospital in London keine Festanstellung erreichen.
1934 ging er ins Exil in die USA, änderte seinen Namen später in Lewey und erhielt ein Rockefeller Fellowship an der Neurologischen Fakultät der Universität von Pennsylvania als Visiting Professor. Ab 1940 lehrte er Neuroanatomie. Von 1943 bis 1945 war er als Militärarzt tätig. Seit 1949 zog er sich wegen einer koronaren Herzerkrankung beruflich zurück, er konvertierte zum Quäker und wirkte in Pennsylvania bis zu seinem Tod in 1950.

## Werk

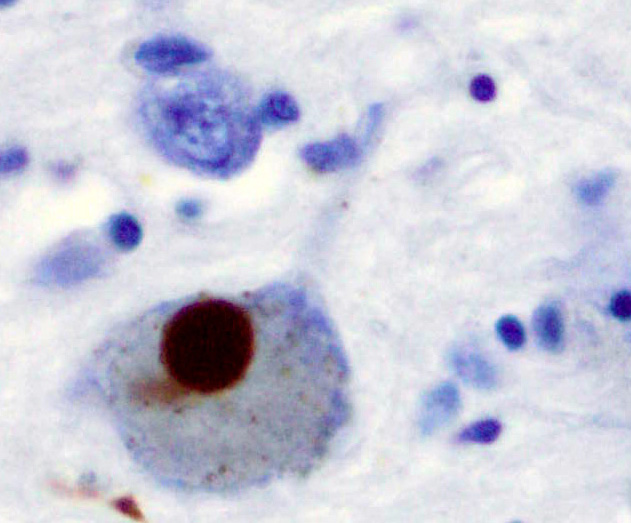
Lewy-Körperchen in der Substantia nigra mit brauner Färbung des α-Synuclein bei Parkinsonerkrankung

Bekannt wurde Lewy als Entdecker der Lewy-Körperchen (engl. Lewy bodies), einer bestimmten Form von Proteineinschlüssen in Zellen des Nervensystems, im Jahre 1912. Lewy beschrieb sie zuerst im dorsalen Vagus-Kern und im Nucleus basalis Meynert von Parkinsonkranken. Trétiakoff benannte sie 1919 nach ihrem Entdecker als corps de Lewy. Diese Einschlusskörperchen finden sich insbesondere bei der Parkinson-Krankheit, hier gehäuft in der Substantia nigra und im Locus caeruleus. Bei der Lewy-Body-Demenz treten sie indes diffus kortikal und subkortikal im Gehirn auf. Dies beschrieb Lewy bereits 1923, wiewohl die Lewy-Body-Demenz erst später als eigenständiges Krankheitsbild abgegrenzt wurde. Mit dem Protein der Lewy-Körperchen (α-Synuclein) angereicherte Dendriten werden heute auch als Lewy-Dendriten bezeichnet.
Mit Theodor Brugsch (1878–1963) war Lewy Herausgeber des Lehrbuchs Die Biologie der Person.